# テレビ朝日系列日曜夜7時枠のアニメ
『テレビ朝日系列日曜夜7時枠のアニメ』（テレビあさひけいれつにちようよるしちじわくのアニメ）は、1960年11月13日から1962年1月7日までと1976年4月4日から1977年4月3日までの2期にわたってNET系列→テレビ朝日系列が毎週日曜 19:00 - 19:30 （日本標準時）に編成していたテレビアニメの作品一覧である。

## 歴史
初作品は、大商証券（後の新日本証券→新光証券→みずほ証券）提供枠が日曜18:00枠から移行する形でスタートした海外アニメ『早射ちマック』。日曜18:00枠で放送されていた『珍犬ハックル』の第3シリーズ『続々 珍犬ハックル』も本枠で放送されていたが、同作品の終了とともにアニメの放送は中断し、毎日放送製作・ロート製薬一社提供のバラエティ番組枠に転換された。
1975年3月末に行われた腸捻転の解消により、毎日放送製作番組『アップダウンクイズ』がTBS系ネットへ移行すると、本枠は朝日放送製作枠となった。その1年後には、土曜19:00枠からの移行で14年ぶりにアニメの放送が開始された。
『リトル・ルルとちっちゃい仲間』の終了後には、土曜19:00枠の朝日放送製作番組『三枝の大マジメ!?結婚ゲーム』との枠交換により、アニメは再び土曜19:00枠で放送されることになった。

## 放送作品一覧
- 早射ちマック（1960年11月13日 - 1961年8月6日） - 海外アニメ。
- 続々 珍犬ハックル（1961年8月13日 - 1962年1月7日） - 海外アニメ。
- ゴワッパー5 ゴーダム（1976年4月4日 - 9月26日） - この作品から朝日放送製作アニメ。番組自体は1976年12月まで続いたが、同年10月をもってローカルセールスに降格。同時に、NETテレビ（現・テレビ朝日）に製作が移管した[1]。
- リトル・ルルとちっちゃい仲間（1976年10月3日 - 1977年4月3日）[2]

## 備考
最終作『リトル・ルルとちっちゃい仲間』の放送当時、同系列局では同日の18:00から『マグネロボ ガ・キーン』、18:25から『爆走バギー大レース』→『スピードローラー猛レース』が放送されており、18:55からの『ANNニュース』を挟む形で3本の30分アニメが夕方からゴールデンタイムにかけての時間帯に編成されていた（一部の局を除く）。
また、朝日放送はTBS系列時代、直後の日曜19:30枠でも『ポパイ』や『オバケのQ太郎』などの『不二家の時間』枠アニメを放送していた。対するNETテレビ→テレビ朝日は、日曜19:30枠を使って30分アニメを放送したことはない（この時間帯で、長らく象印マホービンの単独提供による音楽・クイズ番組が続いたため）。